# Drillia spirostachys
Drillia spirostachys là một loài ốc biển, là động vật thân mềm chân bụng sống ở biển trong họ Drilliidae.